# Toura (Benin)
Toura è un arrondissement del Benin situato nella città di Banikoara con 15 595 abitanti (dato 2006).